# Venceslau I, rei da Boêmia
Venceslau I Premyslid (em tcheco Václav I.) (1205 – 23 de setembro de 1253) foi rei da Boêmia entre 1230 e 1253.
Venceslau era filho do Otacar I da Boêmia e Constança da Hungria. Seus avôs maternos eram Bela III da Hungria e sua segunda esposa Inês de Antioquia (Inês de Châtillon), filha de Reinaldo de Châtillon e Constança de Antioquia (príncipes de Antioquia).